# II. Leszek lengyel fejedelem

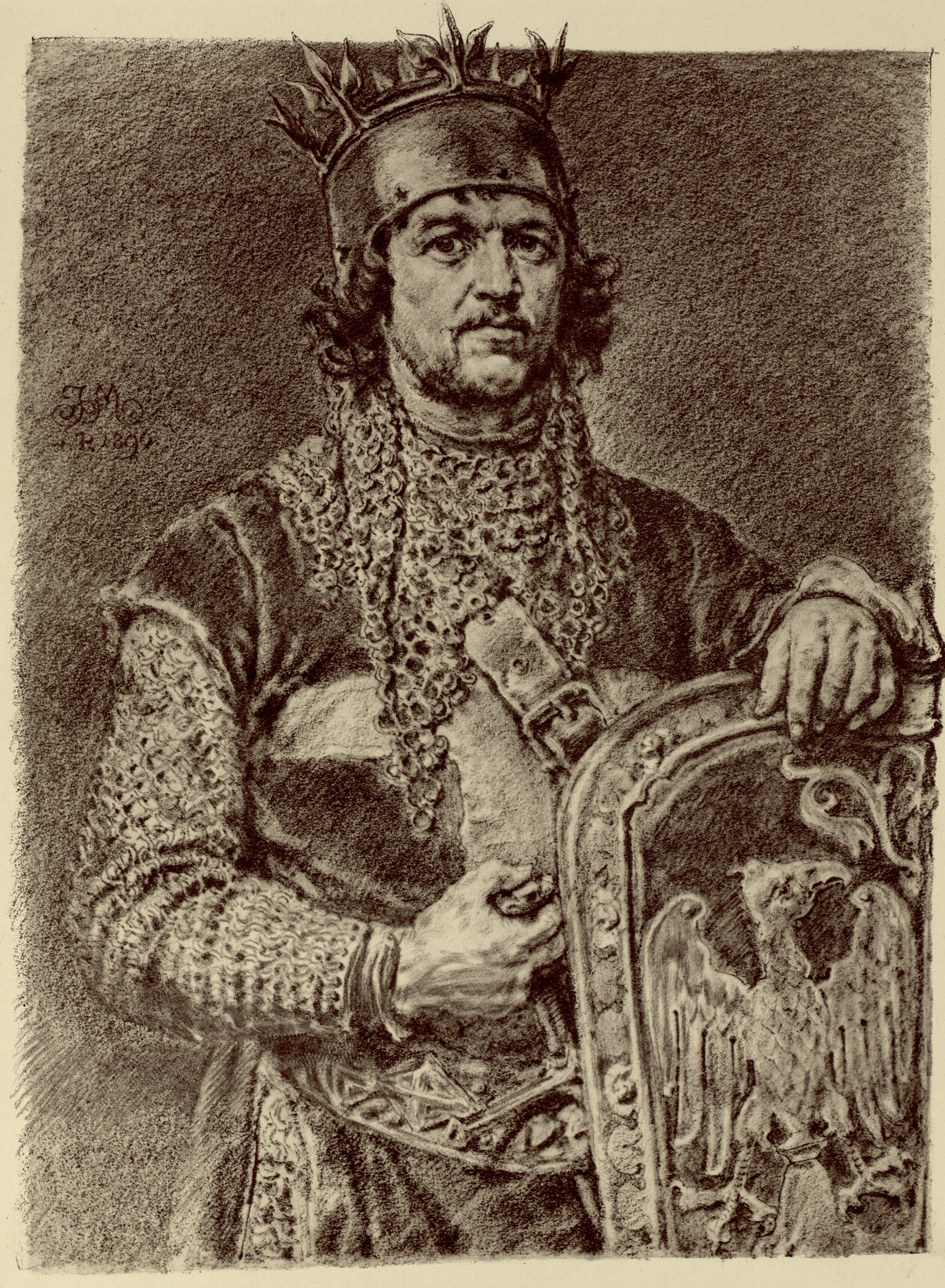
Fekete Leszek – Jan Matejko ceruzarajza

II. Leszek, más néven Fekete Leszek (lengyelül: Leszek Czarny), (1241 – 1288. szeptember 30.), inowrocławi herceg 1261-től, łęczycai 1273–1278 között, krakkói és sandomierzi 1279-től.

## Élete

### Családfája és gyermekkora
Fekete Leszek I. Kujáviai Kázmér legidősebb fia második házasságából, melyet Wrocławi Konstanciával kötött. 1257-ben meghalt a herceg anyja, ami a kujáviai herceg második házassága miatt azonnal konfliktushoz vezetett Leszek családfájában, annál is inkább, mert a mostohája ki akarta zárni az örökségből a mostohafiakat: Leszeket és a fiatalabb Siemomysłt. A krónikások egy része ráadásul meg is vádolta Kázmér harmadik feleségét, Opolei Eufrozinát, hogy meg akarta mérgezni a fiatal hercegeket. Ennek igaz voltát azonban nem sikerült bizonyítékokkal alátámasztani.
| 4. I. Mazóviai Konrád † 1247. augusztus 31.    |  |                                                          |  |  |                                             |
|                                                |  | 2. I. Kujáviai Kázmér † 1267. december 14.               |  |  |                                             |
| 5. Agafia Rurykowicz † 1247 augusztus 31. után |  |                                                          |  |  |                                             |
|                                                |  |                                                          |  |  | 1. II. Fekete Leszek † 1288. szeptember 30. |
| 6. II. Jámbor Henrik † 1241. április 9.        |  |                                                          |  |  |                                             |
|                                                |  | 3. Wrocławi Konstancia † 1253 és 1257 között február 21. |  |  |                                             |
| 7. Cseh Anna † 1265. június 23.                |  |                                                          |  |  |                                             |
|                                                |  |                                                          |  |  |                                             |

### Lázadás édesapja hatalma ellen
1261-ben Kázmér két legidősebb fia édesapjuk és mostohájuk ellen lépett fel (egyesek tagadják Siemomysł részvételét a lázadásban, vagy egyáltalán az egész lázadást). A lázadás sikerrel járt, mivel kihasználták a helyi mágnások segítségét, akik nem voltak megelégedve Kázmér botrányos politikájával, valamint a néhány évvel korábban megalakult kujávia-ellenes koalíciót, mely a krakkói-sandomierzi hercegből, Szemérmes Boleszlávból, a mazóviai hercegből, I. Siemovitból, és a nagy-lengyelországi hercegből, Vallásos Boleszlávból állt. Végeredményképpen Kázmér kénytelen volt Leszeknek átadni a sieradzi hercegséget.

### Leszek Sieradz hercege
Leszek életének sieradzi korszaka 1261-1279-ig tartott. A sieradzi hercegség az ország ritkán lakott részei közé tartozott. Csak a herceg telepítési politikája, többek között több város alapítása (Nowa Brzeźnica, Lutomiersk, Wolbórz és Radomsko), telepesek behívása, szoros együttműködés ezen a területen az egyházzal, különösen a kujáviai püspökkel, Wolimirrel, változtatta meg lassan ezt a helyzetet.

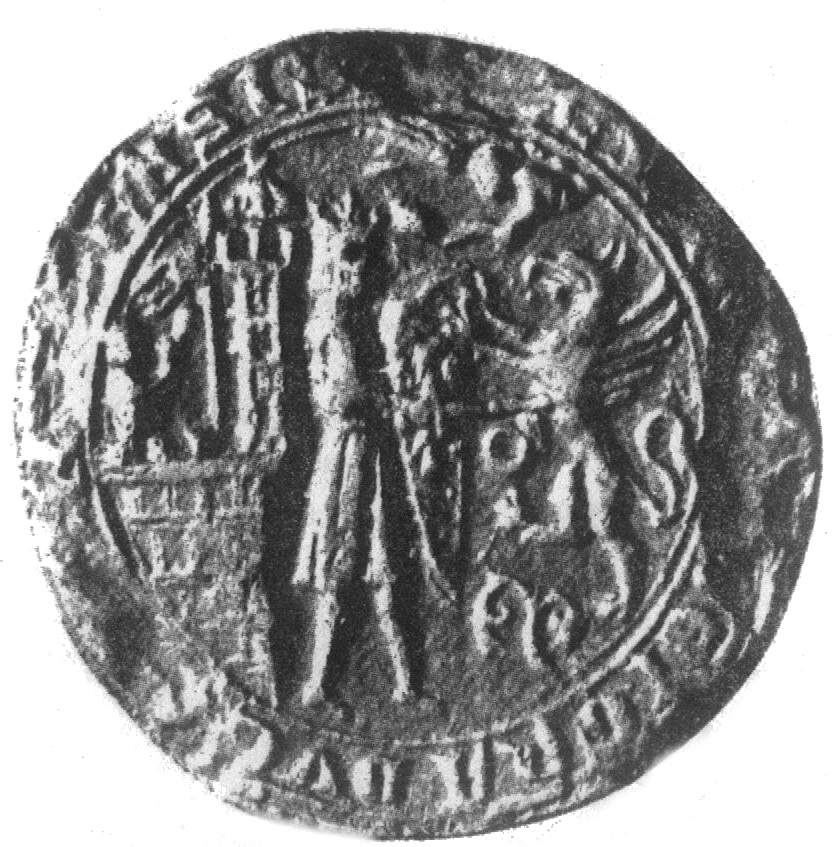
Fekete Leszek pecsétje

1267-ben meghalt a herceg apja, Kázmér, saját hercegségét felosztva öt fia között. Leszek, mint a legidősebb a már birtokolt Sieradzhoz a łęczycai hercegséget is megkapta. Egy évvel később az inowrocławi hercegségben, melyben Siemomysł uralkodott, kitört a herceg németbarát politikájával elégedetlenkedő főurak lázadása. Felajánlották a trónt a német elemek ismert ellenségének, Vallásos Boleszlávnak. A nagy-lengyelországi herceg az inowrocławi Kujáviában öt éven keresztül sikeresen uralkodott, amikor is végül megértette, hogy nincsen joga ezt tenni. Végül Boleszláv átadta a hatalmat Fekete Leszeknek és ilyen módon 1273-tól Kázmér legidősebb fia váratlanul inowrocławi herceg is lett. Ez a helyzet 1278-ig állt fenn, amikor is a Lądban tartott tanácskozáson Leszek II. Przemysł közvetítése folytán átadta a hercegséget öccsének.

### Együttműködés Szemérmes Boleszlávval. Utódlás kérdése
Fekete Leszek önállósodása Sieradzban gyorsan gyümölcsözött abban, hogy jó viszonyt tudott kialakítani a szomszédos krakkói országrész uralkodójával, V. Szemérmes Boleszlávval. A két herceget először 1260-ban láthatjuk együtt, a csehek elleni hadjáratban, mely része volt a magyar-cseh háborúnak, mely az osztrák Babenberg dinasztia bukása utáni osztozkodás miatt tört ki. Leszek részvételét a háborúban a cseh Přemysl dinasztia tagjai és szövetségesei ellen (vagyis IV. Henrik és Opolei Ulászló ellen) a későbbi években is látjuk, különösen a hetvenes években (1271–1273 között).
A gyermektelen Boleszláv és Leszek jó együttműködése azt eredményezte, hogy a krakkói-sandomierzi hercegség örökségére Leszek lett kiszemelve. Ilyen szövegű oklevelet adott ki Boleszláv 1265-ben, nyolc évvel később emiatt vesztette el Szemérmes Boleszláv a krakkói trónt. Ténylegesen a krakkói főurak egy részének lázadása vezetett Feketek Leszek utódként való megválasztására, mivel közismert volt kompromisszumot nem ismerő politikája a sieradzi hatalmasok ellen. A lázadás okozta csapás olyan erős volt, hogy Boleszláv kénytelen volt átadni a krakkói hercegség egy részét a lázadók által megválasztott Opolei Ulászlónak.
1265-ben Fekete Leszek feleségül vette Rosztyiszláv horvát és macsói bán lányát – Grifinát. A házasság nem volt szerencsés. 1271-ben óriási botrányt okozott a krakkói udvarban amikor a királyné nyilvánosan kijelentette, hogy férje impotens. A házastársak csak négy év múlva békültek ki Szemérmes Boleszláv közbenjárására. Leszek ekkor rászánta magát, hogy Mikołaj híres krakkói orvos kezelje, Grifinának azonban nem született gyermeke.

### Leszek krakkói herceg, háborúk
1279. december 7-én meghalt Szemérmes Boleszláv, miután átadta a krakkói és sandomierzi hercegséget Fekete Leszeknek. A hatalomátvétel súrlódás nélkül ment végbe, noha valószínűleg bele kellett egyeznie abba, hogy a formális választással kerüljön a krakkói trónra. Azonban nem jelentette ez azt, hogy a békét sikerült megőrizni. Váratlanul ugyanis új trónkövetelő jelent meg, Lev Danilovics halicsi herceg. A halicsi herceg élve a litvánok, tatárok és egyes orosz hercegségek segítségével 1280 februárjában betört Lublin területére, majd átkelt a Visztulán és ostrom alá vette Sandomierzt. Az ostromlott város kitartott, ezzel Leszek időt nyert ahhoz, hogy a támadás visszaveréséhez elegendő erőt gyűjtsön. A végső összecsapásra február 23-án került sor a goźlicei csatában, ahol a Péter krakkói vajda és János sandomierzi vajda vezetése alatti lengyel hadak megfutamították az ellenséget. Még ugyanebben az évben Leszek megtorló hadjáratot vezetett a határmenti területekre egészen Lvovig felperzselve és pusztítva a vidéket.
A következő évben Leszek fegyveres támadást indított IV. Probus Henrik wrocławi herceg birtokai ellen. Ez a támadás válasz volt arra, hogy a Baryczban tartott fejedelmi gyűlésen a sziléziai herceg foglyul ejtette II. Przemysłt, Leszek szövetségesét. Ez a hadjárat azonban, azon túl, hogy óriási zsákmányra tett szert, nem érte el célját.
A következő évek sem teltek békében. 1282-ben Lublin környékét a balti jotvingok támadták meg, érzékeny veszteségeket okozva. Leszek miután magához tért a meglepetésből, üldözőbe vette a támadókat, a Narev folyónál utolérte és teljesen megsemmisítette őket. Egy évvel később a litvánok támadását verte vissza Leszek a Łuków melletti csatában.

### Viszály a krakkói püspökkel
A hadi sikerek ellenére Fekete Leszek herceg helyzete nem volt túlságosan erős a krakkói-sandomierzi hercegségben. Csaknem egész uralkodása alatt küzdenie kellett a belső ellenzékével. Ezek élén Przemankowi Pál krakkói püspökk, János sandomierzi vajda, valamint a Starz-Toporczyk nemzetség állt. A viszály Pállal a nyolcvanas évek elején kezdődött, amikor Leszek visszautasította a püspök jogainak kiszélesítésének megerősítését. Az is az okok közé tartozott, hogy konfliktusba keveredett Szemérmes Boleszláv özvegyével, szent Kingával, akinek férje az özvegyi jogon Stary Sączot adományozta, ez a város azonban a határhoz közeli volta miatt stratégiai fontosságú volt Leszek számára (a Magyarországra vezető utat védte) és nem akarta átadni a korábbi krakkói hercegasszonynak (helyette saját feleségének, Grifinának akarta adományozni). A feszültség akkor lépett legdrámaibb szakaszába, amikor 1282–1283 telén a püspököt bebörtönözték a Łagówban megrendezett főrendi gyűlésen és Sieradzban fogságba vetették. Pál csak a lengyel egyház beavatkozására nyerte vissza szabadságát. A végső megállapodást azonban Leszek a püspökkel csak 1286. december 30-án írta alá, melyben a herceg kötelezettséget vállalt 3000 grywnia fájdalomdíj fizetését az elszenvedett kárért, valamint visszaadta minden vagyonát és elismerte jogait.

### A lovagok lázadása 1282-ben és 1285-ben
A lovagok szintén nem voltak elégedettek Leszek uralmával, ami meglepő, tekintettel a szerencsés kézzel irányított hadjáratokra. Az elégedetlenség először 1282-ben robbant ki, amikor János sandomierzi vajda kihasználva azt, hogy Leszek más frontokon volt lekötve, a sandomierzi várat és Radomot átadta II. Konrád czerski hercegnek. Ezt a lázadást (ha egyáltalán megtörtént, mert az első híradás csak Jan Długosztól származik és a vajda az árulás ellenére továbbra is hivatalában maradt) a herceg csírájában elfojtotta.
A következő esemény három évvel később következett be, amikor áprilisban a herceg ellen fegyveresen lépett fel Otto Toporczyk sandomierzi vajda, János krakkói várkapitány (a korábbi vajda) és Żegota krakkói vajda. A lázadás váratlanul érte Leszeket, aki, mivel senkiben nem bízott meg, a baráti Magyarországra menekült. Szerencséjére a II. Konrád, a lázadók által támogatott trónkövetelő igen ügyetlenül intézkedett és nem tudta elfoglalni Wawel várát, melyet a herceghez hű krakkói polgárok védtek. 1285. május 3-án zajlott le a döntő összecsapás a Raba folyó menti csatában, ahol Fekete Leszek a magyar segítségnek köszönhetően fényes győzelmet aratott, és az ország elhagyására kényszerítette ellenfeleit.
Az ellenzék veresége lehetővé tette Leszeknek, hogy új politikai elitet teremtsen, aminek következtében uralkodása vége sokkal stabilabbá vált.

### A tatárok harmadik betörése Lengyelországba
1287 és 1288 fordulóján tatárok hatalmas hadjáratot intéztek Kis-Lengyelország ellen Talebug és Nogaj vezetésével. Az ellenség hadereje, melyet az orosz fejedelemségek is támogattak, túlságosan erős volt ahhoz, hogy nyílt csatában felvegyék vele a harcot, ezért a nemesek és a nép a falakkal körülvett várakban és városokban védekezett. Fekete Leszek Magyarországra utazott segítséget kérni. Ezúttal Kis-Lengyelország sokkal jobban felkészült, mint az előző két tatárjárás idején – a megerősített városok többsége Krakkóval és Sandomierzzsel az élen sikeresen védekezett. A tatárok ennek ellenére jelentős pusztítást végeztek.

### A piastok első koalíciója és az ország egyesítése
Egyesek feltételezik, hogy Fekete Leszek indítványozta az ország egyesítését. Az első Piast koalíció elmélete szerint, melyet a lvovi Oswald Balzer professzor állított fel, négy herceg: Leszek, IV. Probus Henrik, II. Premysl és Głogówi III. Henrik 1287-ben megállapodtak gy sorban öröklik Kis-Lengyelországot. Ezt a hipotézist azonban manapság inkább elvetik, mivel ebben az időben Fekete Leszek, II. Premysl és Igazságos Kázmér között rossz volt a viszony. Másrészről Leszek udvarában érezhetően erősödött az egyesítés tendenciája, amit az is jelez, hogy felvirágzott szczepanowi szent Stanisław kultusza.

### Halála és a kialakult politikai helyzet
Fekete Leszek utód nélkül Krakkóban halt meg 1288. augusztus 30-án. A krakkói szentháromság dominikánus templomban temették el. Halála után Kis-Lengyelország a Piastok véres küzdelmének színterévé vált. A küzdelemből végül is 1292-ben egy teljesen idegen ember került ki győztesen: a cseh Premysl dinasztia uralkodója, II. Ulászló. Mivel nem volt törvényes alapja uralkodásának, II. Ulászló, olyan oklevelet szerzett Grifinától, az özvegy hercegnétől, aki özvegyi jogon Sądekben uralkodott akkor, melyben átruházta rá minden egyébként amúgy is kétséges jogosultságát.